# Екстрене засідання Ради Безпеки ООН (1 серпня 2025)
Екстрене засідання Ради Безпеки ООН (1 серпня 2025) — термінове засідання Ради Безпеки ООН, скликане за ініціативою України у відповідь на масований ракетно-дроновий удар Росії по Києву в ніч на 31 липня 2025 року.

## Причини скликання
У ніч на 31 липня 2025 року Росія здійснила комбіновану атаку на Київ, застосувавши понад 309 ударних дронів та 8 крилатих ракет «Іскандер-К». За даними КМВА, атака стала однією з наймасштабніших за весь період війни. У зв'язку з масованим ударом Росії по Києву загинуло 31 мешканців столиці (серед них пʼятеро дітей), понад 159 людей поранено (серед них 16 дітей).
Атака охопила понад 27 локацій, включаючи житлові будинки, лікарні, дитячі садки та навчальні заклади. Найбільше постраждали Святошинський, Солом'янський, Голосіївський і Шевченківський райони столиці. Ударна хвиля пошкодила інфраструктуру, зокрема електромережі та водопостачання.

## Хронологія подій
- 31 липня, 02:15 — початок комбінованої атаки на Київ
- 31 липня, 04:00 — завершення повітряної тривоги
- 31 липня, 08:00 — перші заяви від КМВА та МЗС України
- 31 липня, 10:30 — Україна звертається до ООН з вимогою скликати Радбез
- 1 серпня, 00:00 — офіційне підтвердження екстреного засідання
- 1 серпня, 17:00 — початок засідання Ради Безпеки ООН у Нью-Йорку

## Позиція України
Міністр закордонних справ України Андрій Сибіга заявив, що дії Росії є свідомим ігноруванням мирних ініціатив та спробою затягнути війну. Він наголосив, що «світ має достатньо сили», аби її зупинити — «завдяки єдиному тиску та принциповій позиції на користь повного, негайного й безумовного припинення вогню».
Особливу увагу привернула нічна дипломатична ініціатива Андрія Мельника, який розіслав послам країн-членів Радбезу ООН фото зруйнованого будинку у Святошинському районі — поряд із місцем проживання його родини. Це стало емоційним поштовхом до швидкого реагування.

## Міжнародна реакція
Засідання відбувається на тлі зростаючого міжнародного тиску на Росію. США закликали до укладення мирної угоди не пізніше 8 серпня 2025 року. Президент Дональд Трамп пригрозив запровадженням жорстких економічних санкцій, включаючи 100 % тарифи на російський експорт.
ЄС, Велика Британія, Канада, Японія та Австралія висловили підтримку Україні та закликали до негайного припинення вогню. Китай та Індія закликали до стриманості, наголошуючи на необхідності дипломатичного врегулювання.

## Очікування
Засідання має стати міжнародною платформою для:
- Засвідчення солідарності з Україною
- Засудження дій Росії як загрози міжнародному миру
- Обговорення можливих санкцій або дипломатичних кроків
- Підтримки мирного врегулювання конфлікту

## Прийняті рішення
За результатами засідання було ухвалено низку дипломатичних та процедурних кроків:
- Засудження атаки на Київ як порушення міжнародного гуманітарного права та Статуту ООН
- Заклик до негайного припинення вогню та повернення до переговорного процесу
- Підтримка гуманітарної місії ООН в Україні, зокрема розширення допомоги постраждалим районам Києва
- Пропозиція створити спеціальну слідчу групу під егідою ООН для документування воєнних злочинів
- Рекомендація державам-членам посилити санкційний тиск на Росію, зокрема в енергетичному та фінансовому секторах

Окремі країни, зокрема Франція, Німеччина та Канада, оголосили про намір надати додаткову допомогу Україні — як військову, так і гуманітарну.
Резолюція, запропонована США та Великою Британією, не була ухвалена через вето Росії та утримання Китаю. Проте більшість країн-членів висловили підтримку Україні та засудили дії РФ.